# Fandom

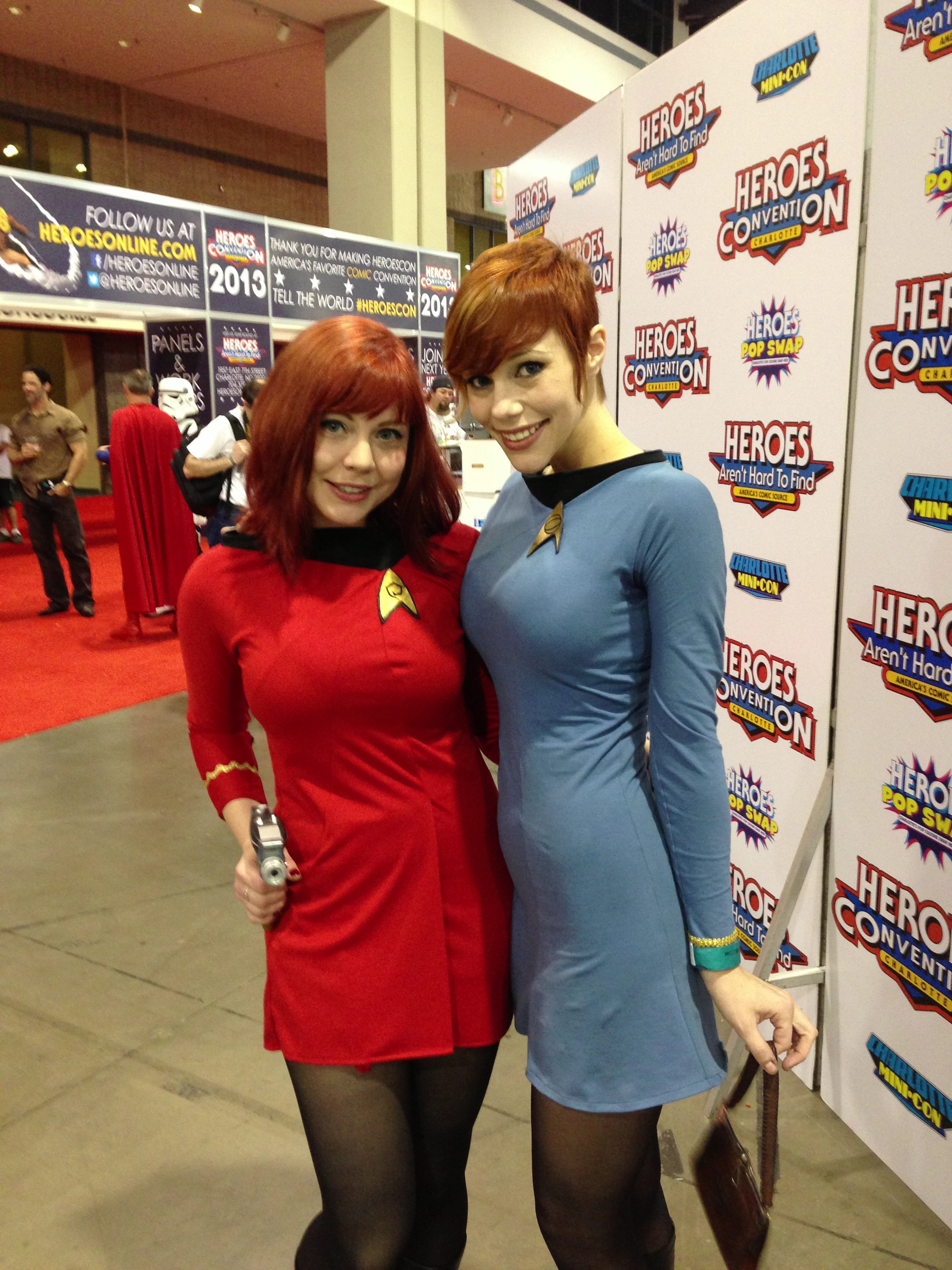
Due fan di Star Trek che indossano i costumi ispirati al media franchise.

Il termine fandom indica una sottocultura formata dalla comunità di appassionati (fan) che condividono un interesse comune in un qualche fenomeno culturale, come un hobby, un libro, una saga, un autore, un genere cinematografico o una moda.

## Etimologia
Il termine trae origine dalla lingua inglese come parola macedonia delle parole fan (da fanatic, "ossessionato") e dal suffisso -dom come in kingdom, dukedom ("regno", "ducato"): una traduzione approssimativa sarebbe quindi "regno dei fan".

## Storia
Secondo alcuni esperti di storia dei media, il primo fandom conosciuto fu quello di Sherlock Holmes, il celebre investigatore creato da Arthur Conan Doyle.
Il primo uso conosciuto della parola fandom compare in un volume del Cincinnati Enquirer del 1903.
I primi fandom furono quelli della letteratura fantasy, quelli musicali, (celebri sono ad esempio gli attacchi isterici che avvenivano durante i concerti dei Beatles) e quelli fantascientifici. Questi ultimi nacquero negli USA tra la fine degli anni venti del XX secolo e il decennio seguente, quando riviste del settore (Amazing Stories, Astounding Stories) iniziarono a pubblicare l'indirizzo dei lettori che inviavano lettere alla loro redazione. Si formarono intanto i primi gruppi di appassionati, che ben presto iniziarono a pubblicare riviste amatoriali a bassa tiratura (le cosiddette fanzine) e fondarono dei fan club. Ben presto arrivarono coordinarsi a livello nazionale, fino a organizzare il primo convegno mondiale della fantascienza (la Worldcon) nel 1939. Laddove i fan uomini dimostravano la loro appartenenza a un fandom con il collezionismo o discutendo criticamente le opere, le donne producevano, scrivevano illustravano le fanzine.
Grande impulso nello sviluppo di nuovi e imponenti fandom è stato dato da Internet, in particolare grazie al World Wide Web, che diedero la possibilità di creare facilmente comunità virtuali di appassionati tramite strumenti come newsgroup, mailing list, forum, webzine e così via.